# Dípavamsza
A Dípavamsza („A sziget krónikája”, páli: Dīpavaṃsa) Srí Lanka legrégebbi történelmi krónikája. Úgy tartják, hogy az Atthakathá alapján állították össze a 3-4. század környékén. A Mahávamszával együtt jelentik Srí Lanka és India ősi történelmi eseményeinek forrását, de a jelentőségét nem csak az adja, hogy történelmi forrásként szolgál, hanem a buddhista és a páli irodalom fontos korai művének számítanak.

## Tartalma
A művet feltehetően több buddhista szerzetes (bhikkhu) írta az Anuradhapura Mahviháraja kolostorban a 3-4. században. 3rd-4th century. Az előszó úgy kezdődik, hogy „Hallgass ide! Elmesélem Buddha látogatásait a szigetre, a fog ereklye és a Bódhifa megérkezését a szigetre, Buddha tanításainak eljövetelét, a tanítók felemelkedését, a buddhizmus elterjedését a szigeten és Vidzsaja hercegnek, „az emberek urának” trónra kerülését”. Dátuszena király elrendelte, hogy szavalják el a Dípavamszát a Mahinda fesztivál idején Anuradhapura városban.
A Dípavamsza szerint Buddha háromszor is ellátogatott a szigetre. A két helyszín Kelaniya (ma Colombo egyik külvárosa) és a  Díghavapi nagykolostor. A mű nem említi a Sri Pada hegyet.

## A buddhista szekták jellemzése
A Dípavamsza 4. századi megjelenése után a Srí Lankai kolostorok théraváda szerzetesei úgy azonosították magukat, hogy ők az eredeti indiai szthaviraváda (szthavira iskola vagy szekta). A Dípavamsza "nagy banyán faként" élteti a théravádát és „tövisként” jellemzi, lenézően a többi korai buddhista iskoláról.

## Viszonyulása aMahávamszához
A Vidzsaja legendát tekintve a Dípavamsza kevésbé természetfeletti módon meséli el, mint a később született Mahávamsza, amelyben Kalinga-Vanga hercegnő férje, Vidzsja őse, Szinha néven élt és karavánokra támadó betyár volt. Eközben, Szinha-bahu és Szinhaszivali, Lala (Lata) királyság királya és királynője két gyermeknek adott életet. Az idősebb Vidzsaja, a fiatalabb Szumitta. Az előbbi kegyetlen volt és a felbőszült emberek követelték a királytól, hogy végezze ki a fiát. A király ehelyett elűzte fiát és hétszáz alattvalóját, akik Srí Lankán telepedtek le, egy Tamba-panni nevű helyen, pontosan azon a napon, amikor Gautama Buddha parinirvánája (végső megvilágosodása, halála) történt.
A Dípavamsza részletesebben meséli el Szangamitta (Asóka király lánya) megérkezésének történetét, azonban Dutugamunu király eposzáról csak rövid említést tesz tíz páli stanzában. Ehhez képest a Mahávamsza tíz fejezetet szán ugyanerre a történetre.
A Dípavamszáról úgy vélik, hogy forrásként használták fel a Mahávamszához. Az utóbbit koherensebben rendezettnek tartják, amely valószínűleg a páli nyelv történelmi epikus és vallási művei közül a legjelentősebb. A Mahávamsza történetisége (például a királyok uralkodásának és a csaták dátumai), és többnyire a Dípavaszmáé is, általánosságban helyesnek tekinthető egészen Asóka halála utántól.

## Fordításai
A Dípavamszát Hermann Oldenberg fordította le angol nyelvre. Magyar fordítása nem létezik.